# Copa TAP
A Copa TAP (sigla de Transportes Aéreos Portugueses, a empresa promotora da competição) foi um torneio amistoso disputado em jogo único entra a equipe portuguesa do Sport Lisboa e Benfica e o Club de Regatas Vasco da Gama. A copa foi realizada em Newark, New Jersey.

## Final
Jogo único
| 14 de junho de 1987 | Vasco da Gama               | 3 – 0 | Benfica | Giants Stadium, Newark - New Jersey |
|                     | Vivinho · Mauricinho · Tita |       |         |                                     |